# Photoscotosia annubilata
Photoscotosia annubilata är en fjärilsart som beskrevs av Louis Beethoven Prout 1940. Photoscotosia annubilata ingår i släktet Photoscotosia och familjen mätare. Inga underarter finns listade i Catalogue of Life.